# Demencia (derecho inglés)

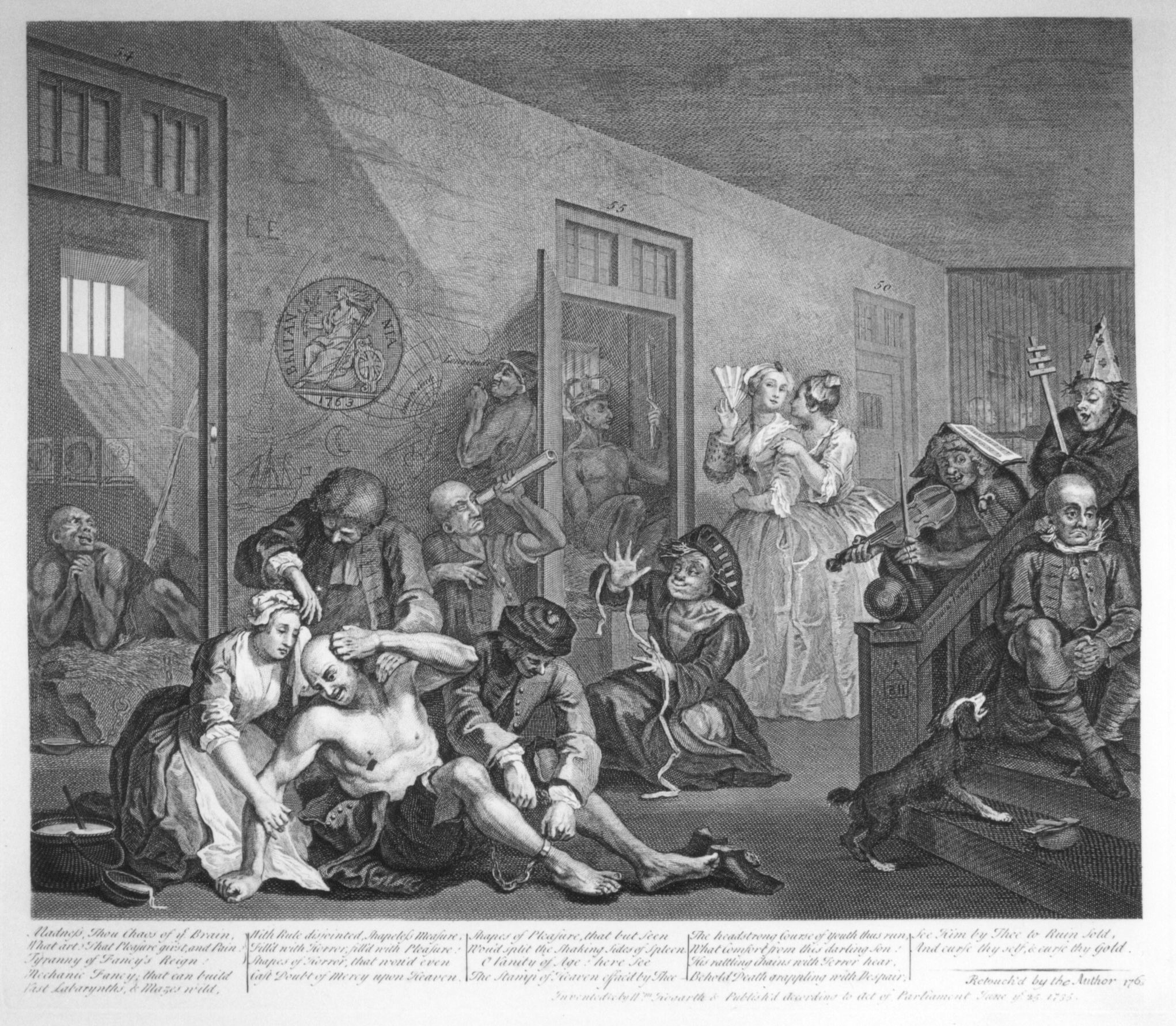
A Rake's Progress de William Hogarth, que representaba al hospital psiquiátrico Bethlem Hospital.

En el derecho inglés, la defensa por demencia se basa en la idea de que el acusado era incapaz de comprender lo que hacía o de entender que lo que estaba haciendo era indebido. Existen dos formas, en una se alega que el demandado sufría de locura al momento del crimen y otra en la que se sostiene que la padece durante el juicio. La primera situación requiere demostrar la enfermedad que dañaba el funcionamiento de la mente y conducía a un defecto en la razón que impedía al individuo entender lo que hacía o lo incorrecto de sus acciones. 
En el segundo caso, la prueba es determinar si la persona puede diferenciar entre los veredictos de «culpable» o «inocente», reconocer los cargos en su contra o dar instrucciones a su abogado. En formas casi idénticas, el uso del concepto se remonta a 1324 y su aplicación penal a finales del siglo XVI. De ser exitosa, es posible que el acusado sea detenido bajo la Ley de Procedimiento Penal (Demencia) de 1964 —en inglés: Criminal Procedure (Insanity) Act 1964—, aunque los jueces tienen criterio sobre cómo proceder. Además, puede resultar en la liberación del demandado o su encarcelación hasta que reciba un indulto real. A partir de 1542, los acusados dementes antes del juicio no podían ser enjuiciados por ningún crimen, incluso por alta traición. 
Durante el siglo XVIII, para la defensa los individuos debían demostrar que no podían distinguir entre el bien y el mal, así como que sufrían de alguna enfermedad de la razón que les hacía incapaces de comprender las consecuencias de sus acciones. La formulación más moderna llegó con las reglas M'Naghten —en inglés: M'Naghten Rules—, producto del juicio de Daniel M'Naghten en 1843. No obstante, esta defensa ha sido intensamente criticada, especialmente por el Comité Butler, para el que las reglas «se basan en un concepto muy limitado de la naturaleza de las enfermedades mentales». El comité también ha destacado que el «obsoleto lenguaje de la reglas M'Naghten da pie a problemas de interpretación» y que las reglas surgen «a partir de la arcaica creencia en el rol preeminente de la razón en el control del comportamiento social [...] por lo que no son una prueba satisfactoria de responsabilidad criminal». En 1975, el comité propuso reformas a la legislación, a lo que le siguió un proyecto de ley de la Comisión de Derecho en 1989.

## Historia

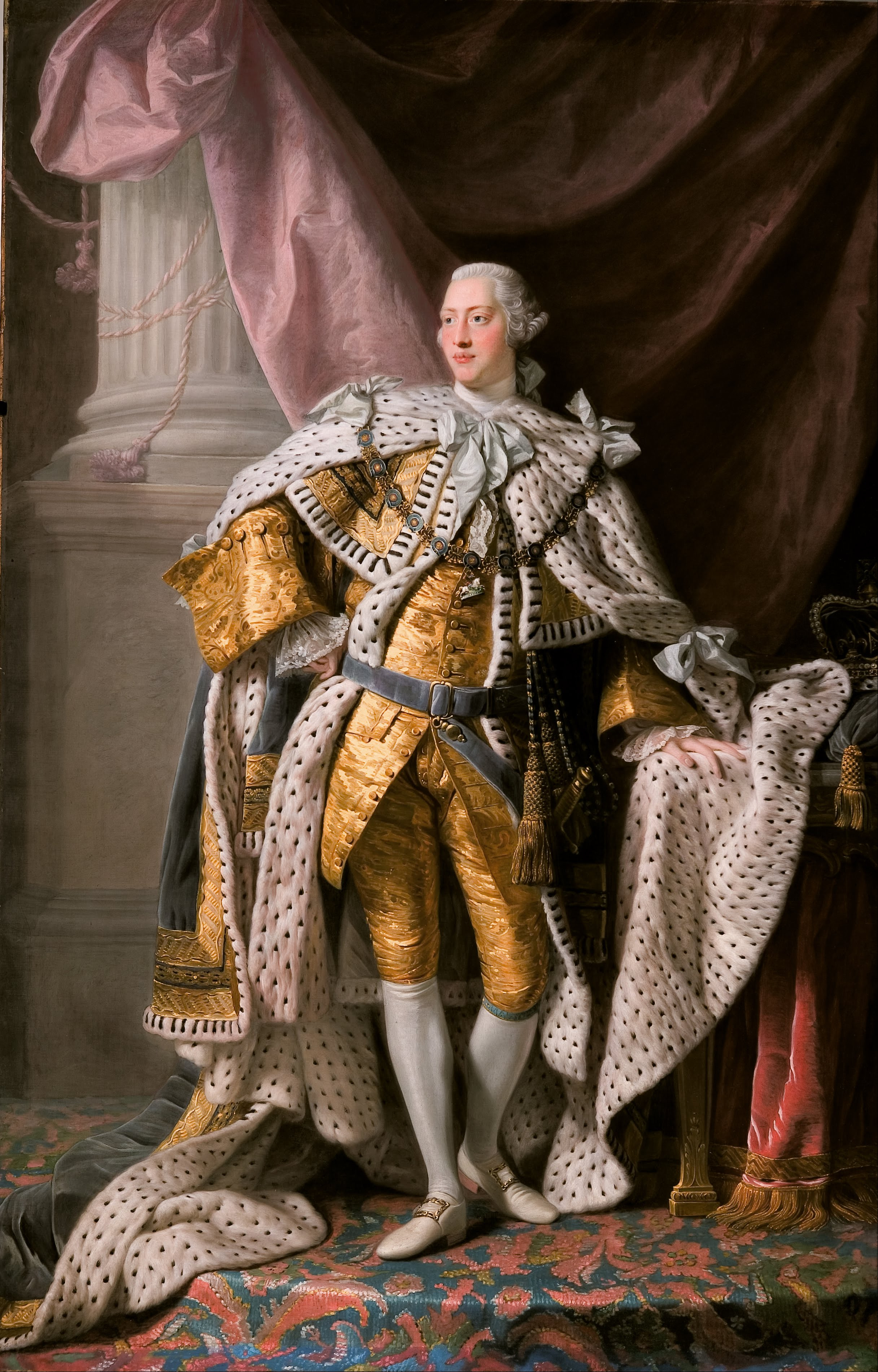
El 15 de mayo de 1800, James Hadfield intentó asesinar al rey Jorge III.

El concepto de demencia en el derecho inglés se remonta a 1324, año en que el Statute de Praerogativa Regis permitió al rey tomar las tierras de idiotas y lunáticos. En este sentido, la legislación antigua empleaba palabras como «idiot» —«idiota»—, «fool» —«tonto»— o «sot» —«borracho»— para referirse a quienes sufrían de locura desde el nacimiento y «lunatic» —«lunático»— para los que la comenzaron a padecer más grandes o cuando tenían también lapsos de lucidez. La demencia como defensa se comenzó a utilizar en el derecho penal hasta finales del siglo XVI. Por varias razones un demente y un cuerdo no eran castigados de la misma forma aunque cometieran el mismo delito: porque el castigo infligido no tendría el mismo efecto, por la ausencia de mens rea y por lo que implicaba la frase usada furiosus solo fitrere punitur, «el lunático es castigado por su propia locura».
En muchos casos se liberaba al acusado, en otros se le retenía en un prisión hasta que el rey le otorgaba un indulto. Alguien que sufría de locura antes del juicio no podía ser ejecutado y tampoco, después de 1542, enjuiciado por ningún crimen, incluso alta traición. Posteriormente se estableció la liberación inmediata de alguien declarado inocente por demencia. Ese era prácticamente el único proceder disponible, aunque la Ley de Vagancia de 1714 —en inglés: Vagrancy Act 1714— permitía a dos jueces de paz encerrar a un lunático peligroso. Para las pruebas de la defensa los demandados debían probar su incapacidad de distinguir entre el bien y el mal. Luego del juicio de John Firth de 1790 también debían demostrar que sufrían de alguna enfermedad de la razón que les hacía incapaces de «formular un juicio sobre las consecuencias de [sus] acciones».

### Juicio de James Hadfield
El 15 de mayo de 1800, James Hadfield, convencido de que su propia muerte traería la segunda venida de Jesucristo, intentó asesinar a Jorge III para ser ejecutado judicialmente. Hadfield le disparó al rey en el palco real del Teatro Drury Lane. Sin embargo, el monarca estaba haciendo una reverencia al público y la bala le pasó por encima. Fue enjuiciado el 26 de junio del mismo año en el Tribunal de King's Bench —en inglés: Court of King's Bench—; su abogado, Thomas Erskine, argumentó que aunque los planes de Hadfield del ataque implicaban que la defensa por demencia no era suficiente, la prueba verdadera de su insanidad eran los delirios y la «locura histérica y desvariante» que sufría. Varios expertos médicos testificaron que la locura del acusado era resultado de las heridas que sufrió en la batalla de Tourcoing —en el enfrentamiento fue golpeado en la cabeza repetidas ocasiones con un sable—.
El veredicto del jurado fue: «inocente; sufría de demencia al momento de cometer el acto». Fue la primera ocasión en que se solicitó al jurado justificar su decisión, por lo que surgió la frase «inocente por razón de demencia». El resultado del caso fue la Ley de Lunáticos Criminales de 1800 —en inglés: Criminal Lunatics Act 1800—; el parlamento, preocupado de que criminales similares fueran liberados, estipuló que alguien encontrado «inocente por razón de demencia» debía permanecer en custodia hasta que se le otorgara el indulto real. Esa legislación también limitaba el uso de la defensa únicamente ante delitos procesables, pues antiguamente era aplicable para cualquier caso.

### Caso M'Naghten
El 10 de enero de 1843, Daniel M'Naghten intentó asesinar al primer ministro, Robert Peel. Sin embargo, mató a Edward Drummond, el secretario de Peel, al confundirlo con el político. Fue arrestado inmediatamente, acusado de homicidio y enjuiciado el 3 de marzo de 1843 en el Old Bailey. Su defensa estuvo en manos de dos solicitores, cuatro barristers y nueve expertos médicos, además de ocho testigos. Ambas partes coincidieron en que M'Naghten sufría de locura, pero la cuestión era qué constituía una defensa legal por demencia válida.
Los jueces determinaron que «se presume que todo hombre está cuerdo y posee un grado suficiente de razón para ser responsable de sus crímenes, hasta que se demuestre lo contrario a su satisfacción; para establecer una defensa con base en la demencia, debe probarse claramente que, al momento de cometer la acción, la parte acusada actuaba bajo tal defecto del raciocinio, a partir de una enfermedad de la razón, por desconocer la naturaleza del acto que cometía; o, si la conocía, que no sabía que lo que hacía era indebido» que acabó por reducirse a «¿el acusado sabía lo que hacía y, si era el caso, sabía que era incorrecto?». Lo anterior estableció las reglas M'Naghten, que se mantuvieron como el método principal para decidir sobre la demencia en el derecho inglés.

### Ley sobre el Juicio de Lunáticos de 1883
Años después, la Ley sobre el Juicio de Lunáticos de 1883 —en inglés: Trial of Lunatics Act 1883— permitió al jurado encontrar al acusado culpable, pero demente al momento del crimen, y mantenerlo en custodia como «lunático criminal». Tal ley se aprobó por petición de la reina Victoria, objeto de frecuentes ataques por parte de enfermos mentales, que demandó cambiar el veredicto de «no culpable» para disuadir a otros lunáticos. La expresión «culpable del acto u omisión del que se le acusa, pero demente por lo que no es responsable, de acuerdo con la ley, de sus acciones» se mantuvo hasta la Ley de Procedimiento Penal (Demencia) de 1964 —en inglés: Criminal Procedure (Insanity) Act 1964—.

## Legislación
La legislación más moderna establece dos aplicaciones para la defensa: en una se alega que el acusado sufría demencia al momento del crimen y en otra que la padece al momento del juicio y, por tanto, es incapaz de defenderse eficazmente. Antiguamente se creía necesario un jurado, sin embargo, en el juicio DPP v Harper —en español: Director del Ministerio Público contra Harper— de 1997 se determinó que la defensa también aplicaba en el tribunal de magistrados. Por tanto, su uso más frecuente es en el Tribunal Superior de lo Penal de Inglaterra y Gales.

### Al momento del crimen
La defensa por demencia al momento del crimen se puede plantear de tres formas. Por un lado, directamente se alega demencia, o por otro, se puede alegar en un principio una defensa de «no mens rea» («automatismo») o una súplica de responsabilidad disminuida, pero el juez o la fiscalía consideran más apropiada una defensa por demencia. De cualquier forma, la prueba utilizada es la misma y subyace en las reglas de M'Naghten: «para establecer una defensa con base en la demencia, debe probarse claramente que, al momento de cometer la acción, la parte acusada actuaba bajo tal defecto del raciocinio, a partir de una enfermedad de la razón, por desconocer la naturaleza del acto que cometía; o, si la conocía, que no sabía que lo que hacía era indebido».
«Enfermedad de la razón» no hace referencia a un término médico, sino a que el demandado debe demostrar que sufría una enfermedad que afectaba el funcionamiento de su mente, no necesariamente una dolencia cerebral. Lo anterior se confirmó con el juicio R v Kemp —en español: La Corona contra Kemp— de 1957, donde se determinó que la arteriosclerosis del acusado le condujo a atacar a su esposa mientras estaba inconsciente. Es necesario probar que la enfermedad de la razón produjo un «defecto del raciocinio». Sin embargo, el demandado también puede intentar mostrar que desconocía «la naturaleza del acto o que era indebido». Lo primero requiere evidencia de que la persona no sabía lo que hacía, que no tiene conocimiento de lo ocurrido, que no sabía las consecuencias de la acción o que sabía lo que hacía, pero estaba engañado por las circunstancias. Para lo último, Herring aporta el ejemplo del hombre que «pensó estaba matando a un personaje monstruoso, pero realmente estaba asesinado a una persona». Al argumentar que el acusado «no sabía que el acto era incorrecto», se asume «incorrecto» como «ilegal», tal como se demostró en el juicio R v Windle —en español: La Corona contra Windle— de 1952.

### Al momento del juicio
La defensa por demencia al momento del juicio depende de la capacidad del acusado de comprender los cargos en su contra, la diferencia entre los veredictos de «culpable» o «inocente» y su capacidad de dar instrucciones a su abogado. Si es incompetente se le puede encontrar «incapaz de defenderse» —en inglés: unfit to plead— bajo la sección cuarta de la Ley de Procedimiento Penal (Demencia) de 1964 —en inglés: Criminal Procedure (Insanity) Act 1964—. En ese caso, el juez tiene criterio sobre cómo proceder, excepto en los casos de asesinato, en los que se debe retener al individuo en un hospital.

## Críticas
La legislación ha sido objeto de críticas pues establece un estándar legal para la demencia que no coincide con los conocimientos de salud mental, además de que conduce a decisiones irracionales desde un punto de vista clínico. Por ejemplo, en el juicio de R v Quick and Paddison —en español: La Corona contra Quick y Paddison— de 1973 se determinó que un ataque cometido mientras el acusado sufra de hipoglucemia por la administración de insulina no implica un estado de demencia. En contraste, el juicio R v Hennsey —en español: La Corona contra Hennsey— de 1989 determinó que un crimen cometido por un demandado con hiperglucemia sí constituía un caso de demencia. Por su parte, en R v Sullivan —en español: La Corona contra Sullivan— de 1984 un hombre fue acusado de lesiones corporales graves con base en la Ley de delitos contra la persona de 1861 —en inglés: Offences against the Person Act 1861— luego de atacar a su amigo durante un ataque epiléptico. Sin embargo, la Cámara de los Lores lo dictaminó demente y estableció que «no está dentro del poder de los tribunales alterar [la prueba de insanidad]».
Algunos críticos han externado su preocupación sobre el poder de los tribunales de confinar en hospitales psiquiátricos a personas encontradas inocentes por demencia y argumentan que la discusión sobre la salud mental se debe limitar a la mens rea del crimen, pues consideran que si la condición mental del acusado anula la mens rea del delito entonces la persona debe ser liberada. Un informe de 1975 del Comité Butler señaló que la ley «se basa en un concepto muy limitado de la naturaleza de las enfermedades mentales» y destacó que «el obsoleto lenguaje de la reglas M'Naghten da pie a problemas de interpretación», además de que surgen «a partir de la arcaica creencia en el rol preeminente de la razón en el control del comportamiento social [...] por lo que no son una prueba satisfactoria de responsabilidad criminal». También se ha criticado que esta defensa pone la carga de la prueba en el acusado, mientras que en el resto de los casos recae en la fiscalía. La propuesta de reforma planteada por el comité fue, sin embargo, ignorada por los subsecuentes gobiernos. En 1989, la Comisión de Derecho redactó una propuesta de ley de código penal, que modificaba lo relacionado con la demencia, pero fue ignorada nuevamente.